# Melphidippa amorita
Melphidippa amorita är en kräftdjursart som beskrevs av J. L. Barnard 1966. Melphidippa amorita ingår i släktet Melphidippa och familjen Melphidippidae. Inga underarter finns listade i Catalogue of Life.